# Tretji rajh
Tretji rajh (nemško Drittes Reich) oz. Velikonemški rajh (nemško Großdeutsches Reich) je oznaka za nemško državo v času nacizma med letoma 1933 in 1945. Ime se je v propagandi začelo uporabljati po vzponu Nacionalsocialistične nemške delavske stranke, pod vodstvom Adolfa Hitlerja, na oblast (1933). V zgodovinopisju se je uveljavilo kot sinonim za nacistično Nemčijo v obdobju od leta 1933 do kapitulacije Nemčije, maja 1945.

## Ozemeljski obseg
Po vnovični zasedbi Porenja (1936) in priključitvi Avstrije, Sudetov (1938) in območja reke Memel (Litva; 1939) je Nemčija dosegla svoj največji mirnodobni obseg. Del Tretjega rajha je bil tudi Protektorat Češka in Moravska. Med 2. svetovno vojno si je Nemčija priključila tudi dele zasedenih Poljske, Slovenije (Gorenjska, Štajerska) in Francije (Alzacija).

## Družbeno ozadje in izrazoslovje
Nacistični Rajh je podpisal trojni pakt s fašistično Italijo in cesarsko Japonsko med 2. svetovno vojno. Te sile so se imenovale »sile osi« in so se bojevale proti zaveznikom med to največjo vojno vseh časov. Zaveznike je najprej vodilo predvsem Združeno kraljestvo, od leta 1941, po vstopu Sovjetske zveze in Združenih držav Amerike, pa je nastalo vodstvo t. i. »velikih treh,« to so bili: predsednik vlade Združenega kraljestva, generalni sekretar CK KP SZ in predsednik Združenih držav Amerike.
Izraz Tretji rajh se pogosto uporablja kot sinonim za nacistično Nemčijo. Nacistična stranka je uporabljala izraza Tretji rajh in Tisočletni rajh (nemško Tausendjähriges Reich); slednje poimenovanje se je navezovalo na trajnost nove nemške države. Nacisti so namreč želeli prekositi staro Sveto rimsko cesarstvo (ki so ga imenovali prvi rajh) ter Nemško cesarstvo (drugi rajh). Prvo je trajalo skoraj tisočletje, od leta 843 do 1806. Izraz tisočletni rajh je bil uporabljen redko in je bil leta 1939 skorajda čisto odstranjen iz propagande, uradno zato, da bi se izognili kakršnim koli verskim nasprotjem. Rajh je dejansko obstajal 12 let (od leta 1933 do leta 1945).
Uradno ime nacistične Nemčije se uporablja od leta 1933, oz. od t. i. nemške nacionalsocialistične revolucije, trajalo pa je do leta 1943. Kakorkoli, nacisti svoje državi niso imenovali nacistična Nemčija, niti nacionalsocialistična Nemčija in takšna imenovanja v javnosti tudi nikdar niso bila uporabljena. Raje so uporabljali izraz Deutsches Reich, izraz ki je obstajal tako v cesarski Nemčiji, kot tudi še v weimarski republiki. Leta 1943 pa so državo preimenovali v t. i. Großdeutsches Reich (Velikonemška država), to ime pa je ostalo uradno vse do maja 1945, ko je Nemčija kapitulirala.

## Ideologija
Ideološko so nacisti podpirali koncept »Velike Nemčije« (Großdeutschland), ki je predvideval življenje vseh Nemcev v eni državi. Nacisti so se namenili celotno vzhodno Evropo poseliti z Nemci, večino tam živečih Slovanov, ustrezajočih nemškim rasnim zahtevam, germanizirati, ostale pa bi poslali v koncentracijska taborišča.
Rasizem je bil zelo pomemben del nacizma. Nacisti so bili tako antisemiti, kot tudi antikomunisti, nasprotovali pa so tudi svetovnemu kapitalizmu, saj so trdili, da je to stvaritev zarotniških Židov. Rusko revolucijo so imenovali »Židovska boljševistična revolucija podljudi«. Takšne ideje so pozneje pripeljale do zatriranja in iztrebljanja Židov. V uničevalnih taboriščih je bilo ubitih okrog šest milijonov. V splošnem je bila rasna politika usmerjena proti Judom in tudi Romom, Sintom ter Slovanom. Tarča nacističnega preganjanja so bili tudi homoseksualci, Jehovove priče, prostozidarji ter osebe z oblikami motenj v duševnem razvoju.

## Kronologija dogodkov
- Weimarska republika
- Hitlerjev vzpon na oblast
- Gleichschaltung (vzpostavitev diktature)
- okupacija Porenja
- Anschluss (priključitev Avstrije)
- kristalna noč
- druga svetovna vojna
- sile osi

## Predvojna politika v letih 1933–1939
Po prvi svetovni vojni in po podpisu versajske pogodbe je ves svet prizadela gospodarska kriza. V tridesetih letih je tako mnogo nemških volivcev glasovalo za Adolfa Hitlerja, v tedanjem času pa je bil v Nemčiji močno propagandiran tudi komunizem. Nacistična stranka je ljudem obljubljala gospodarsko, kulturno in vojaško prenovo. 30. januarja 1933 je predsednik Paul von Hindenburg, ki je bil pod velikim Hitlerjevim pritiskom, po neuspešnih poskusih generala Kurta von Schleicherja, da bi oblikoval uspešno vlado, Hitlerja razglasil za kanclerja Nemčije. Kljub temu, da je nacistična stranka pri dveh volitvah v Reichstag leta 1932 imela največji delež volilnih glasov, ni imela lastne večine, v parlamentu pa v koaliciji z Nemško nacionalno ljudsko stranko (DNVP), kot jo je predlagal Franz von Papen, komajda majhno večino. Koalicija je obstajala, dokler niso nacisti s požigom Reichstaga leta 1933 nasilno prevzeli oblasti.

### Utrditev moči
Nova vlada je uveljavila diktaturo z zaporedjem hitro si sledečih ukrepov (glejte Gleichschaltung za podrobnosti). 27. februarja 1933 je bil Reichstag požgan, kar so nacisti hitro izkoristili za prevzem oblasti. Državljanom so odvzeli vse osebne in politične pravice in tako se je v Nemčiji začelo obdobje totalitarizma.
Prevzem absolutne oblasti se je zgodil praktično čez noč. Hitler je marca 1933 imel v parlamentu takšno večino, da je lahko ustavo mirno spreminjal (44 sedežev NSDAP in 94 sedežev socialdemokratov). Seveda so nacisti takoj sprejeli zakonski akt, ki je dal Adolfu Hitlerju vsa pooblastila. S temi pooblastili je Hitler hitro odpravil opozicijo in postal diktator. Weimarsko republiko so preimenovali v Tretji rajh.
Nadaljnja utrditev moči je bila dosežena 30. januarja 1934 z zakonom o prenovi Rajha (Gesetz über den Neuaufbau des Reichs). Zakon je močno decentralizirano državo kar naenkrat spremenil v močno centralizirano. Razpustil je tudi državni parlament in dal vsa pooblastila centralni vladi, državno administracijo pa prepustil nadzoru administracije Rajha.
Od nacistov je bila neodvisna samo še vojska. Nemška vojska je bila tradicionalno vedno nekako ločena od vlade. Nacistična paravojaška organizacija SA je v novi strukturi moči pričakovala najvišje položaje. Da bi ohranil dobre odnose z vojsko, je Hitler ponoči 30. junija 1934 sprožil Noč dolgih nožev, pokol, ki je odstranil Röhma in še nekatere vodje SA, tako kot tudi ostale politične nasprotnike. SA je kasneje zamenjala nova, elitna nacistična organizacija SS.
Po smrti predsednika Hindenburga (2. avgusta 1934) so nacisti nadzorovali tudi kabinet predsednika (Reichspräsident) in kanclerja (Reichskanzler) in Hitlerja imenovali z novim nazivom »Führer in državni kancler«. Do Hindenburgove smrti vojska Hitlerja ni podpirala, vendar mu je po tem dogodku v celoti prisegla.
Osnovanje policije Gestapo je poudarilo namen nacistov, da bi neposredno nadzorovali nemško družbo. V Nemčiji je bilo okoli 100.000 vohunov, ki so nadzirali družbo in njene posameznike. Večina Nemcev, zadovoljnih z izboljšanjem gospodarstva in višjim standardom življenja, je postala tiha in zvesta novemu sistemu, redki posamezniki, predvsem komunisti in socialisti, pa so bili odvedeni v koncentracijska taborišča. V nacistični Nemčiji je tako izginilo na desettisoče politikov.
Za politično opozicijo v tem obdobju glej Nemško odporniško gibanje.

### Gospodarstvo
Ob nastopu nacistične oblasti je bilo brezposelnih 30 % Nemcev. Vodenje gospodarstva je bilo najprej zaupano uglednemu Hjalmarju Schachtu, pod nadzorstvom katerega je bila začrtana nova strategija gospodarskega razvoja. Ena njenih prvih točk je bila ukinitev sindikatov.
Nove razmere v Tretjem rajhu bi lahko pripeljale do zvečanja moči črnega trga, vendar se to ni zgodilo, saj so vse kršilce poslali v koncentracijska taborišča oziroma so jih na mestu usmrtili. Vrednost državne valute reichsmark je kmalu močno zrasla, število brezposelnih pa se je, nasprotno, izredno zmanjšalo.
Čeprav večina industrije ni bila nacionalizirana, jo je država kljub temu močno nadzorovala in usmerjala njeno delovanje. Banke, ki so bile v prejšnji republiki nacionalizirane, so se vrnile k svojim prejšnjim lastnikom.
V 30. letih 20. stoletja v Nemčiji ni bilo več brezposelnih. Prepovedani so bili tako sindikati, kot tudi javni protesti. Po zakonu odpoved v službi ni bila mogoča. Ti in njim podobni ukrepi v nacistični Nemčiji so ustvarili eno najmočnejših ter gospodarsko najbolj razvitih držav tistega časa.
Nacisti so po tem okrepili predvsem moč vojske, tudi z velikim povečanjem števila njenih pripadnikov. Ravno tako so odpravili inflacijo; ustanovili so tudi Reichsarbeitsdienst, ki je skrbel za masovna javna dela. Leta 1942 se je nemško gospodarstvo popolnoma spremenilo v vojno gospodarstvo in takšno ostalo vse do propada države. Vojno gospodarstvo je vodil Albert Speer.

## Druga svetovna vojna
Hitler je začel drugo svetovno vojno z napadom na Poljsko 1. septembra 1939. 3. septembra 1939 so Združeno kraljestvo, Francija, Avstralija in Nova Zelandija napovedale vojno Nemčiji. Leta 1940 je Hitler okupiral nordijske države (Dansko in  Norveško; Švedska je uspela ostati nevtralna, Finska pa se mu je pridružila v zavezništvu) in severno Francijo (južna je postala marionetna država Nemčije, glej Vichyjska Francija), istega leta pa se je odvila tudi bitka za Anglijo, ki so jo nacisti zgubili.
Leta 1941 je Nemčija napadla Jugoslavijo, Sovjetsko zvezo (operacija Barbarossa) in Grčijo, ravno tako pa je po japonskem napadu na Pearl Harbour napovedala vojno ZDA. Nemške čete so tudi priskočile na pomoč poraženim Italijanom v severni Afriki in začele ofenzivo. Leta 1941 so se tako vojni pridružile tudi ZDA in SZ. Leta 1942 so nemške čete že prodrle globoko v SZ, vendar pa je leta 1943 Rdeča armada uspela odbiti napad pri Stalingradu in poraziti nemško 6. armado. Vzhodna fronta se je začela počasi pomikati proti Berlinu, zadnja večja ofenzivna akcija nacistov pa je bila bitka pri Kursku, največja tankovska bitka vseh časov. Tu so bili Nemci poraženi.
Leta 1944 so zavezniki izvajali ključne operacije 2. svetovne vojne; britanske, ameriške, kanadske in avstralske čete so se izkrcale v Normandiji (operacija Overlord) in pozneje še v južni Franciji. Aprila 1945 se je odvila še zadnja bitka 2. svetovne vojne, bitka za Berlin. Tu so se bojevali tudi otroci (Hitlerjeva mladina), Adolf Hitler pa je 30. aprila 1945 naredil v svojem bunkerju samomor, skupaj s svojo novoporočeno ženo Evo Braun. 2. svetovna vojna se je uradno končala šele 2. septembra 1945, za to pa je poskrbela Japonska, ki se še je dolgo upirala zaveznikom, predvsem ZDA.
Sile osi so predstavljale Nemčija, Italija in Japonska ter Bolgarija, Romunija, Madžarska, Neodvisna država Hrvaška, Finska in še nekatere marionetne države pod vplivom Japonske, kot so Mančuko in Mendžijang. 2.Svetovna vojna v Evropi, je trajala do meseca maja leta 1945, ko je nacistična Nemčija kapitulirala. Japonska je podpisala kapitulacijo šele konec avgusta istega leta.

## Povojno obdobje
Potsdamska konferenca avgusta 1945 je bila ključnega pomena za povojno ureditev Nemčije. Slednjo so razdelili na vojaške cone. Cone Francije, ZDA in VB so kasneje postale Zvezna republika Nemčija (Zahodna Nemčija), sovjetska pa Nemška demokratična republika (Vzhodna Nemčija). Zahodna Nemčija si je gospodarsko opomogla v 60. letih; to okrevanje so imenovali »nemški čudež« (nemško Wirtschaftswunder).
Nemčija je skupaj z ostalim delom Evrope (v zahodnem bloku) dobila pomoč od ZDA v okviru Marshallovega načrta. Nemška demokratična republika je okrevala počasneje, ker je bila pod komunistično oblastjo, vendar pa se je leta 1990 pridružila Zahodni Nemčiji in od takrat se je stanje njenega gospodarstva bistveno izboljšalo.
Tako Nemčija kot cela Evropa pa sta še po vojni utrpeli ogromno žrtev zaradi lakote, raznih bolezni in podobno. Evropa sama se je stabilizirala relativno kmalu, vendar pa je treba poudariti, da zaradi SZ ni nikoli doživela takšnega napredka, kot bi ga sicer. SZ je nekaj časa kot cono imela pod svojo oblastjo celo del Avstrije (predvsem območja Dunaja), vendar pa se je leta 1953 od tam Rdeča armada umaknila.

### Vojaška struktura
Wehrmacht — oborožene sile
OKW — vrhovno poveljstvo oboroženih sil
Šef vrhovnega poveljstva oboroženih sil - generalfeldmaršal Wilhelm Keitel
Šef štaba - generalpolkovnik Alfred Jodl
Heer — kopenska vojska 
OKH — vrhovno poveljstvo armade
Armadni poveljnik
generalpolkovnik Werner von Fritsch (1935-1938)
generalfeldmaršal Walther von Brauchitsch (1938-1941)
führer in kancler Adolf Hitler (1941-1945)
generalfeldmaršal Ferdinand Schörner (1945)
Kriegsmarine — vojna mornarica
OKM — vrhovno poveljstvo mornarice
Poveljnik mornarice
veliki admiral Erich Raeder (1928-1943)
veliki admiral Karl Dönitz (1943-1945)
admiral Hans-Georg von Friedeburg (1945)
Luftwaffe — letalstvo
OKL — vrhovno poveljstvo letalstva
Reichsluftschutzbund (pomožne letalske sile)
Poveljnik letalstva
reichsmaršal Hermann Göring (do 1945)
generalfeldmaršal Robert Ritter von Greim (1945)
Abwehr — vojaška obveščevalna služba
kontraadmiral Konrad Patzig (1932-1935)
viceadmiral Wilhelm Canaris (1935-1944)
Waffen-SS — Paravojaška organizacija nacistične stranke

## Organizacija Tretjega rajha
Voditelji nacistične Nemčije so ustanovili ogromno birokratskih teles. Poleg okrepitve vojske so tudi ustanovili osebno stražo SS. Organizacija je bila sledeča:

### Vodja in kancler Rajha
- Führer (Adolf Hitler)

### Kabineti
- Kabinet državnega kanclerja (Hans Lammers)
- Kabinet strankarskega kanclerja (Martin Bormann)
- Predsedniški kabinet (Otto Meissner)
- Kabinetni svet (Konstantin von Neurath)
- Kabinet Führerja (Philip Bouhler)

### Ministrstva
- Zunanje ministrstvo (Joachim von Ribbentrop)
- Notranje ministrstvo (Wilhelm Frick, Heinrich Himmler)
- Ministrstvo za propagando (Joseph Goebbels)
- Ministrstvo za letalstvo (Hermann Göring)
- Ministrstvo za finance (Lutz Schwerin von Krosigk)
- Ministrstvo za pravosodje (Franz Schlegelberger)
- Ministrstvo za gospodarstvo (Walther Funk)
- Ministrstvo za kmetijstvo (R. Walther Darre)
- Ministrstvo za delo (Franz Seldte)
- Ministrstvo za znanost in izobraževanje (Bernhard Rust)
- Ministrstvo za odnose s Cerkvijo (Hanns Kerrl)
- Ministrstvo za promet (Julius Dorpmüller)
- Ministrstvo za pošto (Wilhelm Ohnesorge)
- Ministrstvo za oboroževanje (Fritz Todt, Albert Speer)
- Ministrstva brez listnice (Konstantin von Neurath, Hans Frank, Hjalmar Schacht, Arthur Seyss-Inquart)

### Okupacijski nadzor
- Ministrstvo za okupiran vzhodni del (Alfred Rosenberg)
- Osrednja vlada okupirane Poljske (Hans Frank)
- Vodja Protektorata Češka in Moravska (Konstantin von Neurath)
- Kabinet vojaškega guvernerja Francije

### Zakonodajna veja oblasti
- Reichstag
  - Predsednik Reichstaga (Hermann Göring)
- Reichsrat (ukinjen 14. februarja 1934)

### Paravojaške organizacije
- Sturmabteilung (SA)
- Schutzstaffel (SS)
  - Allgemeine SS
  - Waffen-SS
  - Germanische SS
- Deutscher Volkssturm
- Nationalsozialistisches Kraftfahrerkorps (NSKK)
- Nationalsozialistisches Fliegerkorps (NSFK)

### Policija
Osrednja varnostna služba (RSHA — Reichssicherheitshauptamt) Ernst Kaltenbrunner
- Policija za red (Ordnungspolizei (Orpo))
  - Schutzpolizei (Varnostna policija)
  - Gendarmerie (Podeželska policija)
  - Gemeindepolizei (Lokalna policija)
- Varnostna policija (Sicherheitspolizei (Sipo))
  - Geheime Staatspolizei (Gestapo)
  - Reichskriminalpolizei (Kripo)
  - Sicherheitsdienst (SD)

### Politične organizacije
- Nacistična stranka — Nacionalsocialistična nemška delavska stranka (NSDAP)
- Mladinske organizacije
  - Hitlerjeva mladina (za dečke) Baldur von Schirach
  - Zveza nemških deklet (za deklice)
  - Nemška mladež (za zelo mlade dečke in deklice, stare od 6 do 8 let)

### Storitvene organizacije
- Deutsche Reichsbahn (Državna železnica)
- Reichspost (Državna poštna služba)
- Deutsches Rotes Kreuz (Državni rdeči križ)

### Cerkvene organizacije
- Nemški kristjani
- Nemški protestanti

### Akademske organizacije
- Liga učiteljev nacionalsocialističnih nemških univerz
- Nacionalsocialistična liga študentov